# هاينتس فيلفه
هاينتس بول يوهان فيلفه (بالألمانية: Heinz Felfe) (بالإنجليزية:  Heinz Paul Johann Felfe) (18 مارس 1918 – 8 مايو 2008)، جاسوس ألماني. في فترات مختلفة عبر حياته عمل مع أجهزة مخابرات كلٍّ من ألمانيا النازية، بريطانيا العظمى، الاتحاد السوفيتي، وألمانيا الغربية. من غير الواضح متى بدأ العمل مع المخابرات السوفيتية، ولكن من المؤكد أنه كان عميلاً مزدوجاً ناجحاً بين أعوام 1951 و1961، بتزويده الاتحاد السوفيتي معلومات استخبارية حصل عليها خلال عمله مع جهاز استخبارات ألمانيا الغربية.
ولد هاينتس فيلفه في درِسدن. عملَ والده كضابط تحقيق جنائي. في المدرسة انضم إلى رابطة طلاب المدارس النازيين (Nationalsozialistischer Schülerbund) في وقتٍ كان أدولف هتلر ما زال ناشطاً في صفوف المعارضة. في العام 1931، في سن الثالثة عشرة، انضم فيلفه إلى منظمة شباب هتلر (Hitlerjugend). وبعدها بعامين، في يناير 1933 استولى حزب العمال القومي الاشتراكي (النازي) على مقاليد السلطة في ألمانيا. وكان فيلفه أحد أعضاء الحزب الذين بلغ عددهم حينها ما يقارب الـ4 مليون عضو.

## سنواته مع حزب العمال القومي الاشتراكي (النازي)
التحق هاينتس فيلفه في عام 1936 بوحدات الحماية، والتي اشتُهرت فيما بعد باسم إس إس (SS / Schutzstaffel). في عام 1939 بدأ عمله كحارس شخصي لأعضاء بارزين في الحزب، وتضمن العمل تلقّيه تدريبات خاصة كضابط في قسم التحقيق الجنائي.

### عمله مع الاستخبارات الألمانية
التحق فيلفه بجهاز الاستخبارات (Der Sicherheitsdienst) في عام 1943، وتم نقله إلى سويسرا ليعمل كرئيس وحدة الاستخبارات فيها. وكان من مهماته توزيع نقود بريطانية مزورة، ضمن استراتيجيةٍ أوسع لتقويض العملة البريطانية دولياً. وقبل نهاية الحرب تمت ترقيته إلى ملازم أول (SS-Obersturmführer)، ونُقل إلى هولندا في ديسمبر 1944، مع أوامر لتنظيم مجموعات تخريب خلف الخط الأول للحلفاء حينها.

### بعد الحرب

#### عمله مع الاستخبارات البريطانية
ألقى الجيش البريطاني القبض عليه في 1945، وقبع في سجون بريطانيا من مايو 1945 حتى أكتوبر 1946 كأسير حرب. في هذه الفترة تعلم تحدّث الإنجليزية بطلاقة. خلال الاستجواب في يوليو 1945، صرّح فيلفه بأنّه «نازي متحمّس»، وهذا ما تذكره تقارير تحقيقات الإنجليز والتي مرّرت للسي آي إيه. في 1946 وافق فيلفه على العمل مع جهاز الاستخبارات السرية البريطاني (MI6) في مدينة مونستر الألمانية. وكان من مهماته التبليغ عن النشاط الشيوعي في جامعتيّ كولونيا وبون. ظل يعمل مع البريطانيين حتى العام 1949، ولكن حامت شكوكٌ عميقة حوله لدى مشغّليه بأنه كان يعمل أيضاً لصالح الاستخبارات السوفيتية. درس فيلفه الحقوق في جامعة بون، وحصل على الشهادة في عام 1949.

#### عمله مع الاستخبارات السوفيتية
بين الأعوام 1949 و1951 تم تجنيد فيلفه للعمل مع الاستخبارات السوفيتية كي-جي-بي. ويُعتقد أن تجنيده الكامل للعمل لصالحهم تم في العام 1951 بعد لقاء جمعه مع زميل سابق في الاستخبارات النازية، هانز كليمينز. كان كلاهما من مدينة درِسدن، وتم تجنيدهما من قبل مكتب مخابرات الكي-جي-بي في درِسدن. أشارت تقارير السي-آي-إيه اللاحقة بأن جهاز الكي-جي-بي كان يعمل بشكلٍ ممنهج لاستهداف تجنيد ضباط أجهزة مخابرات النازيين، وتم لهم ذلك بنسبة نجاح مرتفعة خصوصاً بين الضباط من مدينة درِسدن بسبب المرارة التي خلّفها قصف الحلفاء (الأمريكان والبريطانيين) لمدينة درِسدن، والذي أوقع العديد من الضحايا وأحال المدينة ركاماً.
في العام 1951، استغنى البريطانيون عن خدمات فيلفه، «لأسباب عملياتيّة، وأسباب أمنية شخصية». استخدم السوفيت الاسم الحركي «بول» مع فيلفه، الذي عمل مع مديرية المخابرات العامة السوفيتية حتى اعتقاله في 1961. ورغم اعتقاله، تمكن فيلفه من تهريب معلومات عن التحقيق معه إلى الكي-جي-بي باستخدام الحبر السري في رسائله الشخصية.

### فحص اللاجئين
في الأعوام 1950 و1951 عمل فيلفه في حكومة ألمانيا الغربية لصالح الوزارة الاتحادية للشؤون الألمانية الداخلية. بعد قيام القوات المنتصرة في الحرب العالمية الثانية بتقسيم ألمانيا إلى مناطق منفصلة تخضع لسيطرتها، تطوّر القسم الخاضع للسوفيت إلى ما يشبه الدولة القائمة بذاتها. وتطوّر الحدّ الفاصل بين ألمانيا الشرقية والغربية إلى حدودٍ فعلية بين دولتين. في نهاية الأربعينات وبداية الخمسينات، فرّ الكثير من الألمان الشرقيين إلى الجزء الغربي من البلاد، ليتبيّن أن بعض هؤلاء كانوا يعملون لصالح الاستخبارات السوفيتية واستخبارات ألمانيا الشرقية. عُيّن فيلفه كمحقق في مراكز استقبال اللاجئين من ألمانيا الشرقية بحثاً بشكلٍ خاصّ عن عناصر سابقين في جهاز الشرطة ذي الطابع شبه العسكري (Volkspolizei) أو من كان لهم ارتباطات به.

### عمله مع الاستخبارات ألمانيا الغربية
بعد مرور أقل من شهرين على تجنيده من قبل الاستخبارات السوفيتية، وظّف فيلهيلم كريشباوم فيلفه في منظمة جيهلين (Gehlen Organization) في نوفمبر 1951، جهاز المخابرات المدعوم أمريكياً والسابق لجهاز المخابرات الاتحادي (Bundesnachrichtendienst) الذي حلّ مكانه في 1956.

### عمله مع الاستخبارات السوفيتية واستخبارات ألمانيا الغربية في الوقت نفسه
ترقّى فيلفه سريعاً في جهاز المخابرات الألماني الغربي. بعد اعتقاله في 1961 تم توثيق عمله كعميل مزدوج ولكن ولاءه كان للاستخبارات السوفيتية. وخلال عمله كان جهاز الكي-جي-بي ومديرية الاستخبارات العامة حريصين على الحفاظ على سرية هوية فيلفه وعمله، ولذلك كانوا يمنحونه بعض المعلومات السرية لكي يسلّمها لمسؤوليه في استخبارات ألمانيا الغربية. وبحلول العام 1958، كان فيلفه قد وصل إلى منصب نائب رئيس قسم مكافحة جاسوسية السوفيت في جهاز المخابرات الألماني الغربي. وبالإضافة إلى ثقة مرؤوسيه فيه، سهّل له منصبه هذا الوصول إلى العديد من الملفات السرية للحكومة الاتحادية ووزارة الخارجية بشكل أخصّ. وكانت أطول عمليةٍ ترأسها فيلفه خلال عمله هنا هي عملية «بانوبتيكوم-Panoptikum» الرامية إلى كشف عميلٍ سري يُعتقد بوجوده وعمله في أعلى مستويات جهاز استخبارات ألمانيا الغربية. وفي النهاية، خلصت العمليّة إلى أن الجاسوس هو فيلفه نفسه.
بعد اعتقاله في العام 1961، وجدت المحكمة أن فيلفه خلال سنين عمله العشر، خدم كعميل مزدوج وصوّر أكثر من 15000 وثيقة سرية وبثّ العديد من الرسائل باللاسلكي أو عبر عملاء اتصال شخصيين. وكان من أنجح عملياته الجاسوسية في الخمسينات هو اشتراكه في عملية للسي-آي-إيه لاختراق مقرّ الاستخبارات السوفيتية كي-جي-بي في برلين، الأمر الذي أدّى إلى إفشالها وسرعة هرب الجاسوس الأمريكي.
من وجهة نظر ألمانيا الغربية، فخيانته أدت إلى نتائج كارثية، حيث قام بإرسال نسخ عن تقارير جهاز المخابرات الألماني الغربي إلى روسيا، وكشف للسوفيت هويات 94 ضابط ميداني لألمانيا الغربية في الخارج.
عند مداهمة شقته، عُثر على 300 ميكروفيلم، تحتوي على 15.660 صورة، بالإضافة إلى 20 شريطاً.

### اعتقاله ومحاكمته
اعتُقل فيلفه في 6 نوفمبر 1961. كان الفضل في معرفة هوية فيلفه كجاسوس سوفيتي يعود إلى ضابط استخبارات كي-جي-بي منشقّ، «أناتولي جوليتسن-Anatoliy Golitsyn» الذي قام في أكتوبر 1961 بتقديم معلومات حاسمةً إلى الأمريكان أدّت إلى القبض على فيلفه. يُذكر أن «جوليتسن» لم يكن يعرف اسم فيلفه الحقيقي، ولكنه أدلى بمعلوماتٍ مفصّلة كافية أدّت إلى التعرّف عليه كجاسوس سوفيتي.
في 22 يوليو 1963، حكمت محكمة العدل الفيدرالية في كارلزروه بالسجن على فيلفه لـ14 سنة.

### إطلاق سراحه
في سن الـ51، أطلق سراح فيلفه في 14 فبراير 1969 في صفقة تبادل مقابل سجناء سياسيين بالغالب وثلاثة طلاب من ألمانيا الغربية معتقلين في ألمانيا الشرقية بسبب اتهامهم بتسجيل أرقام لوحات سيارات عسكرية سوفيتية لصالح السي-آي-إيه. جاءت صفقة التبادل تلك بعد ضغط هائل من طرف ألمانيا الشرقية، والسوفيت من ورائهم، للحصول على فيلفه، الأمر الذي يشي بعظيم أهميته لدى المخابرات السوفيتية.
بعد إطلاق سراحه، عمل فيلفه لوقت وجيزٍ مع الكي-جي-بي، قبل عودته في العام 1972 إلى برلين الشرقية ليعمل أستاذاً في الطب الشرعي في جامعة هومبولت.

## مذكّراته
في عام 1986، نشر هاينتس فيلفه مذكّراته بعنوان: «في خدمة العدو: 10 سنوات عميلاً لموسكو في المخابرات الألمانية الغربية.» تمّ عرض مخطوطة الكتاب على مرؤوسي فيلفه في الاستخبارات السوفيتة كي-جي-بي، وقال فيلفه خلال مؤتمر صحفي أنّ 10-15% من الكتاب تمت إزالته بناءً على طلبهم، بينما تفاجأ هو نفسه بقبولهم لنشره معلوماتٍ أخرى.

## التقييم
أدى الكشف عن نشاطات فيلفه إلى تشويه سمعة جهاز الاستخبارات في ألمانيا الغربية، الأمر الذي أفقد الجهاز الثقة الممنوحة له من قبل السياسيين الألمان، وأجهزة الاستخبارات الدول الصديقة، وخصوصاً أمريكا.
في مارس 2008، تلقى فليفه تهنئةً من جهاز الأمن الاتحادي الروسي بمناسبة عيد ميلاده التسعين.